# Daniel Desbiens
Pour les articles homonymes, voir Desbiens.
Daniel Desbiens (né en 1954 à Chicoutimi) est un écrivain québécois. Il se distingue surtout par ses nombreux aphorismes et maximes philosophiques et sociales qui ont rejoint des lecteurs provenant de 125 pays. Il a été membre de l'Ordre des ingénieurs du Québec et il est membre de l'Union des écrivaines et des écrivains québécois (UNEQ). 

## Quelques-uns de ses aphorismes
- « Cherche l'intérêt de la personne qui te parle et tu trouveras le mobile de son attitude et souvent une amère déception. »
- « Pourquoi crier les mensonges et chuchoter les vérités ? »
- « À bien interpréter des signaux certains gagnent leur vie. À mal interpréter des signaux la plupart la perdent. »
- « Pour vivre en société il y a deux choses essentielles à apprendre : apprendre à parler et apprendre à se taire. »
- « Qui dit les vraies choses fait avancer les vraies causes. »
- « Qui accepte les changements peut vivre jusqu'à cent ans. »
- « Un des plus grands défis de l'être humain consiste à ne pas associer la dureté de la vie avec la présence d'autrui. »

## Publications
- Passager entre deux millénaires, Éditions Mille Poètes, 2005
- My contemporary maxims, Éditions Desbiens Daniel, 2007
- Maximes d'aujourd'hui, Éditions Desbiens Daniel, 2008
- Noir et Vers, Éditions Desbiens Daniel, 2010